# Paul Ramírez
Paul Ramírez (Caracas, Venezuela; 30 de julio de 1986 – Ciudad Guayana, Venezuela; 6 de diciembre de 2011) fue un futbolista venezolano que jugaba como delantero y su último equipo fue Estudiantes de Caracas de Venezuela.

## Carrera de club
Ramírez jugó fútbol de club profesional en Venezuela, Argentina, Suiza e Italia para Caracas, Juventud Antoniana, Bellinzona, Udinese, Ascoli, Maracaibo, Minervén y CIV.

## Carrera internacional
Internacional por Venezuela. Jugó en la Selección Nacional sub-20 de Venezuela, participando en el Sudamericano Sub-20 Juventud de América del 2005 en Colombia.

## Muerte
Ramírez conocido como "La Iguana", falleció tras sufrir un derrame cerebral, producto de una complicación de una afección renal que sufría desde hace algunos años, y que en 2008 lo obligó a abandonar su carrera.